# Romika

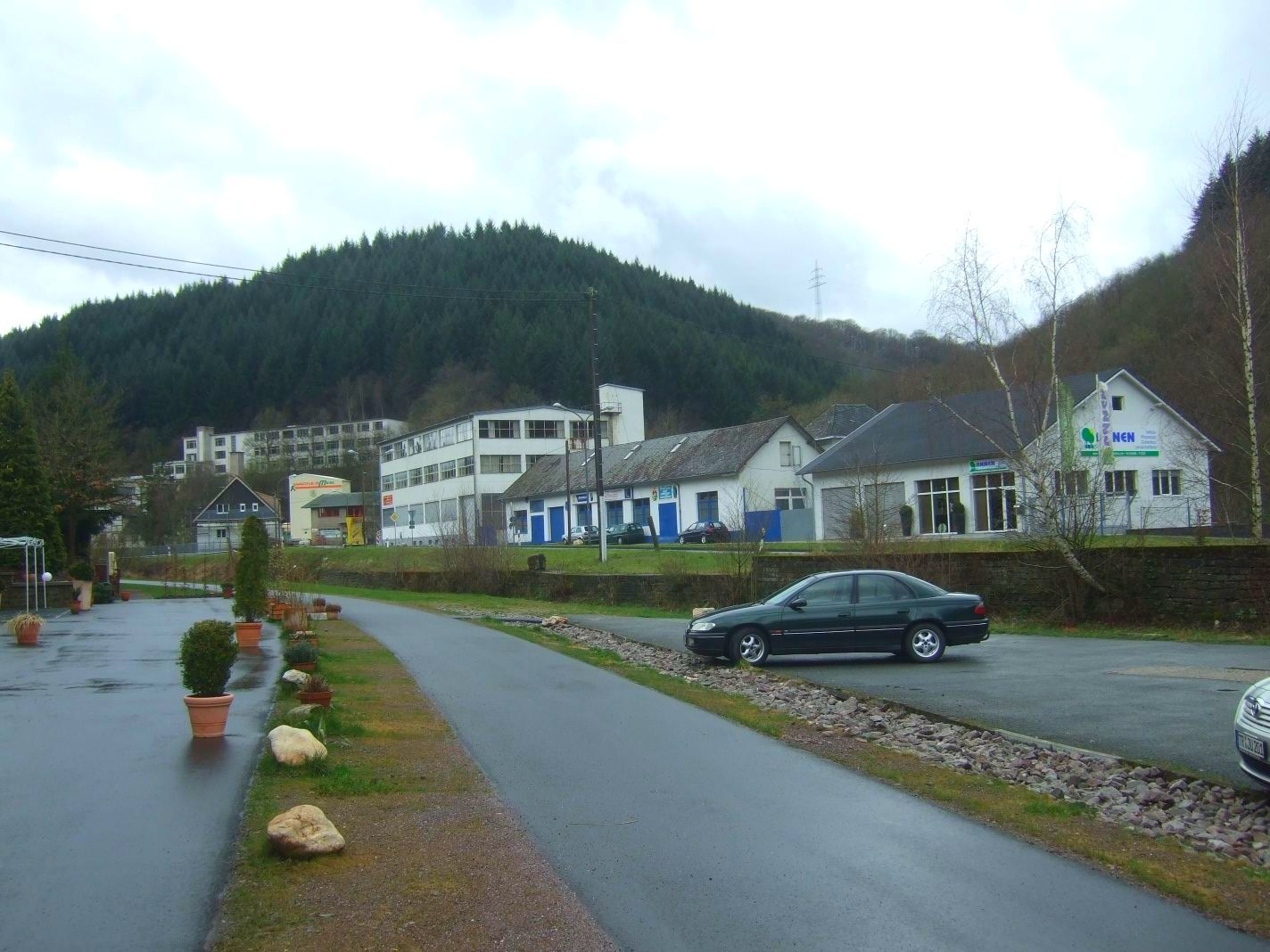
Ehemaliges Romika-Gelände in Gusterath-Tal

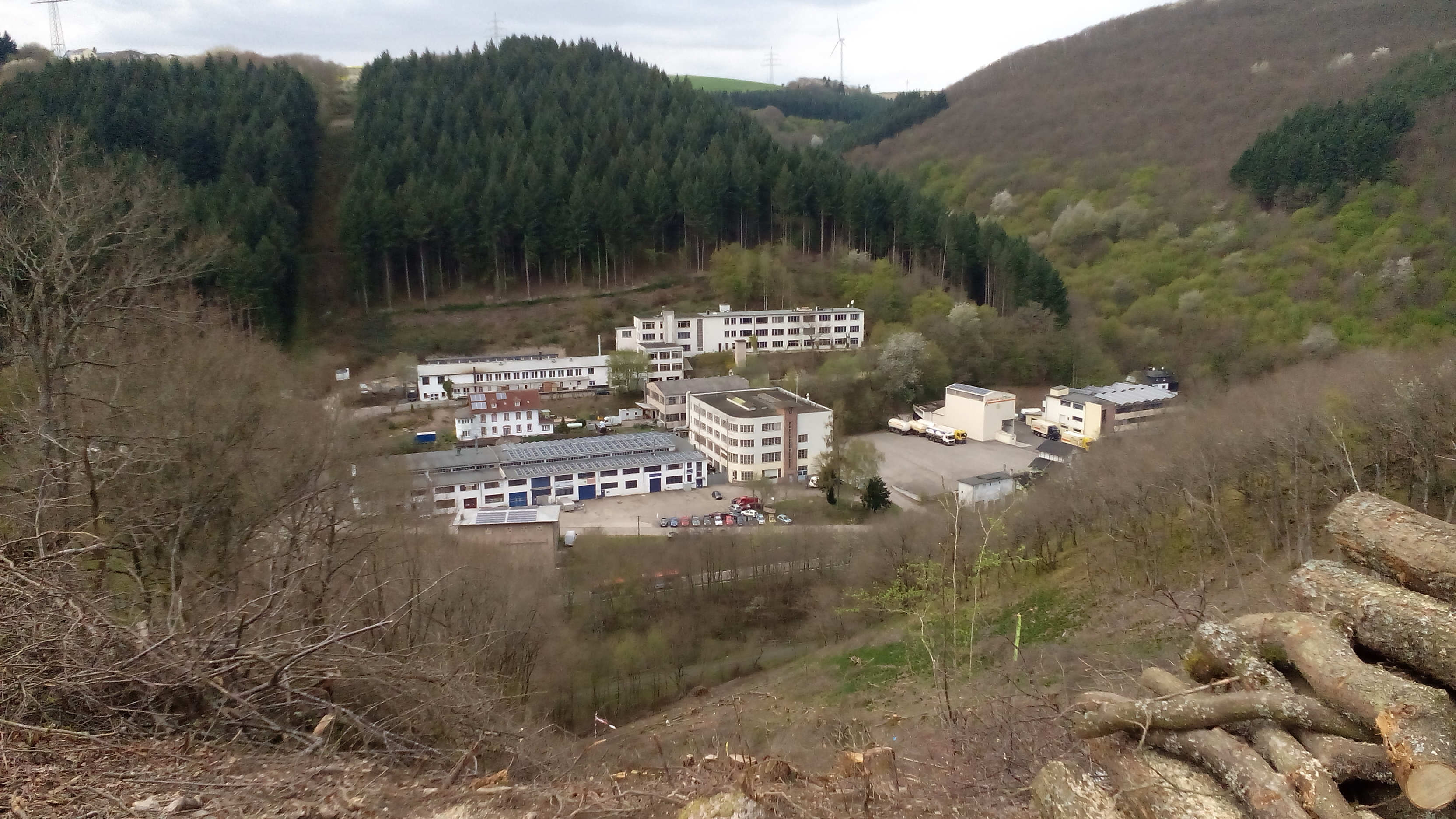
Blick von Osten auf Teile der ehemaligen Produktionsstätten

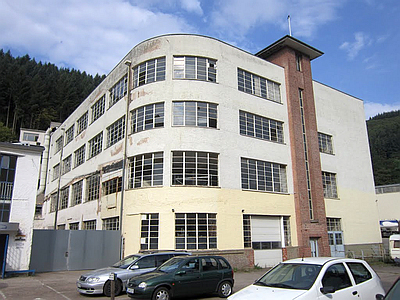
Ehemaliges Konfektionsgebäude

Romika ist eine seit 1921 bestehende Schuhmarke, die auf die Romika AG zurückgeht, einen der zeitweilig bedeutendsten deutschen Hersteller von Hausschuhen und Gummistiefeln. Die Marke bzw. die Firma ist ein Akronym aus den Namen der Unternehmensgründer Rollmann, Michael und Kaufmann.

## Geschichte

### Von der Gründung bis zum Zweiten Weltkrieg
Die Geschichte des Unternehmens Romika geht auf die Schuhfabrik Rollmann & Mayer zurück, die 1873 in Köln gegründet wurde. Deren alleiniger Inhaber Hans Rollmann gründete laut Handelsregistereintrag vom 29. Dezember 1921 zusammen mit seinen Partnern Carl Michael und Karl Kaufmann das neue Unternehmen Romika, das 1922 in Gusterath-Tal bei Trier die Schuhproduktion aufnahm. Beide Schuhfabriken erlebten bis 1933 einen rasanten Aufschwung und beschäftigten in Köln und Gusterath-Tal weit über 2000 Menschen.
Da zwei der drei Unternehmensgründer, Hans Rollmann und Karl Kaufmann, Juden waren, und Hans Rollmann zudem die politischen Gegner der Nationalsozialisten unterstützte, gerieten sie und ihre Unternehmen nach der „Machtergreifung“ 1933 zunehmend unter Druck. Zahlreiche aufeinander abgestimmte, speziell gegen Juden gerichtete Maßnahmen trieben die Unternehmen und ihre Inhaber immer weiter in wirtschaftliche Schwierigkeiten. Dazu gehörte die vorgeschriebene Beschäftigung von Mitgliedern der NSDAP, die eingearbeitete Stammkräfte ersetzten. Es wurden keine staatlichen Aufträge mehr an die sogenannten „jüdischen Firmen“ erteilt, die Beschaffung der notwendigen Rohstoffe aus dem Ausland und die Devisenbewirtschaftung wurden erschwert. Die den Betrieben aufgezwungenen nationalsozialistischen Betriebsobmänner untergruben die Autorität der Eigentümer, die Belegschaft wurde gegen sie aufgehetzt – vor allem mit der Verleumdung, diese würden sich auf Kosten der Arbeiter bereichern. „Deutsche“ Großkunden stornierten auf Betreiben der Nationalsozialisten oder aus Überzeugung Aufträge. Die Anpassung der Arbeiterzahlen an die fallenden Umsätze, d. h. die dringend notwendigen Entlassungen, wurde vom „Treuhänder der Arbeit“ verweigert. Die Unternehmen mussten trotz sinkender Umsatzzahlen uneingeschränkt auf hohem Niveau weiterproduzieren. Die Finanzbehörden ordneten Buch- und Betriebsprüfungen für die vorangegangenen Jahre an und erhoben plötzlich hohe Steuernachforderungen auch für lange zurückliegende Jahre. Die Verschuldung wuchs. Die Arbeitsmoral in der „jüdischen Firma“ brach zusehends zusammen, die Diebstahlquote nahm zu. Mit der nationalsozialistischen Machtübernahme hatten Banken ihr Verhalten gegenüber den jüdischen Unternehmern geändert. Sie taten nicht mehr alles, um das Unternehmen am Leben zu erhalten. Ab dem Zeitpunkt, als die Geschäftsbriefe mit „Heil Hitler“ unterschrieben wurden, warnten die Banken, dass mit Juden im Unternehmen keine Erfolge zu erzielen wären, und sahen dies als „Herausforderung“ an, die es zu ändern galt.
1935 flohen die jüdischen Inhaber ins Ausland oder kehrten wie Hans Rollmann und seine Familie aus einem Kuraufenthalt in der Schweiz nicht mehr nach Deutschland zurück. Vorangegangen waren tätliche Angriffe auf die jüdischen Inhaber und ihre Familienmitglieder sowie die Inhaftierung von Karl Kaufmann in sogenannter Schutzhaft. Karl Kaufmann flüchtete mit seiner Familie mittellos nach Palästina. Die Familie Rollmann emigrierte mit ihren drei Söhnen nach Belgien. Ihr gesamtes Vermögen in Deutschland wurde vom nationalsozialistischen Staat konfisziert, u. a. um die diskriminierende Reichsfluchtsteuer zu begleichen. In Belgien versuchte die Familie Rollmann die Emigration in die Vereinigten Staaten vorzubereiten. Der zweitälteste Sohn Heinz Rollmann reiste 1939 mit seiner Ehefrau in die USA, um die schwierige Emigration aller Familienmitglieder zu organisieren. Hans und Marie Rollmann wurden 1940 von dem Überfall der deutschen Wehrmacht auf Belgien überrascht und nahmen sich aus Angst vor der Ergreifung durch die Nationalsozialisten das Leben. Ernst Rollmann gelang mit seiner Ehefrau und der in Belgien geborenen Tochter sowie mit seinem Bruder Klaus-Hans die Emigration aus dem besetzten Frankreich in die Vereinigten Staaten. Nach der Vertreibung der jüdischen Inhaber war 1935 bei beiden Schuhfabriken, Rollmann & Mayer in Köln sowie Romika in Gusterath-Tal, das Konkursverfahren eröffnet worden. Die Schuhproduktion in Köln wurde komplett eingestellt, das Unternehmens- wie das Privatvermögen der Familie Rollmann wurde vom nationalsozialistischen Staat bzw. den Banken eingezogen, um die „ungeheuerlichen Schulden“ zu begleichen, die die Juden angeblich hinterlassen hatten. Im strukturschwachen Ruwertal versuchten die Nationalsozialisten unter allen Umständen die Arbeitsplätze zu erhalten. Eine Auffanggesellschaft nahm 1936 mit einigen wenigen Arbeitern die Schuhproduktion bei Romika wieder auf. Der angestellte Geschäftsführer Hellmuth Lemm führte später das Unternehmen als Inhaber eigenständig weiter.

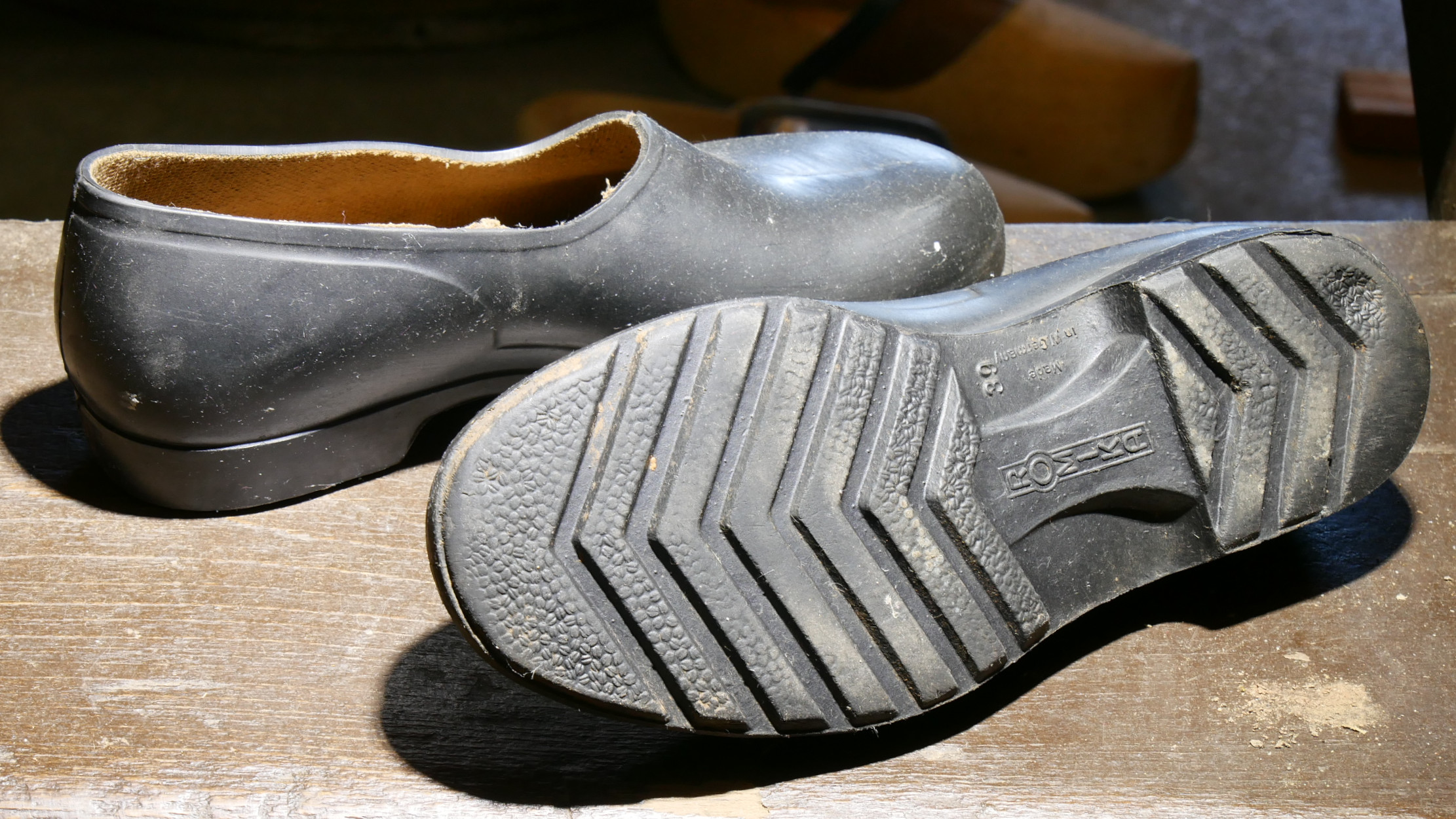
Romika Gummischuhe im Freilichtmuseum Roscheider Hof

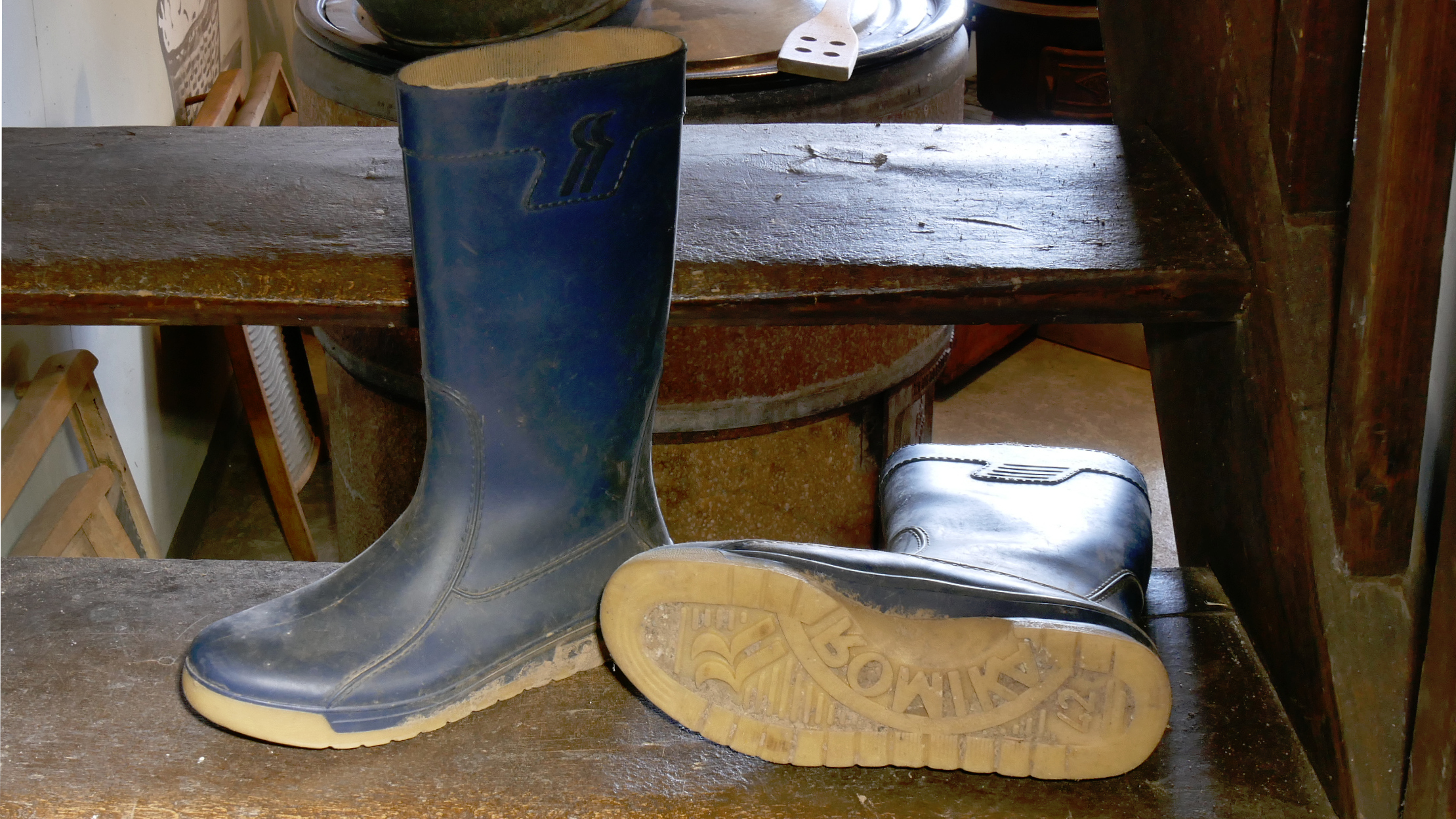
Romika Gummistiefel

### Nachkriegszeit
Nach dem Ende des Nationalsozialismus versuchten die Söhne der Familie Rollmann sowie Karl Kaufmann in verschiedenen Restitutionsprozessen ihr geraubtes Vermögen zurückzuerhalten. Im Fall Romika folgte das Restitutionsgericht jedoch nicht der Ansicht der Kläger, dass die Romika AG systematisch im Zuge einer so genannten Arisierung konkursreif gemacht worden sei, und wies die Klage ab. Die judenfeindlichen Maßnahmen hätten sich bis 1935/1936 noch nicht so verschärft, dass damals bereits eine systematische „Arisierung“ jüdischer Betriebe durchgeführt worden wäre. Das Gericht war der Meinung, dass der bereits 1931/1932 begonnene Niedergang der Romika schließlich in dem Konkurs gemündet habe und ausschließlich auf wirtschaftlichen Ursachen beruhte. Gegen diese Entscheidung des Landgerichts Trier legten die Kläger beim Oberlandesgericht Koblenz Berufung ein und legten weitere Beweise über die nationalsozialistische Verfolgung vor. Das Verfahren wurde 1950 in einem Vergleich eingestellt, nachdem sich Hellmuth Lemm zur Zahlung einer ausgehandelten Vergleichssumme an die Kläger bereit erklärt hatte und diese im Gegenzug das Urteil des Landgerichts Trier anerkannten.
In den 1960er Jahren hatte das Unternehmen unter Hellmuth Lemm seine erfolgreichste Zeit und stellte bis zu zwölf Millionen Paar Schuhe pro Jahr her. Die 1957 gebaute Produktionshalle in Reinsfeld (Hochwald Textilwerk GmbH) musste deshalb 1969 erweitert werden. Untergebracht waren dort Weberei, Wirkerei und Näherei, die 1981 rund 170 Mitarbeiter beschäftigten. Nachdem sich in den 1980er Jahren der wirtschaftliche Niedergang abzeichnete, wurde dieser Produktionsstandort in den 1990er Jahren aufgegeben, und Siegenia-Aubi übernahm in den 2000er Jahren die Produktionshallen.
1994 stand das damalige Familienunternehmen vor dem Konkurs, und der ehemalige Adidas-Vorstandsvorsitzende René C. Jäggi kaufte es mit Hilfe einer Bürgschaft des Landes Rheinland-Pfalz auf. Er entließ in Deutschland 600 von 800 Mitarbeitern, verlagerte die Produktion größtenteils ins Ausland (etwa ins tschechische Brünn) und versuchte das Image der Marke zu modernisieren.

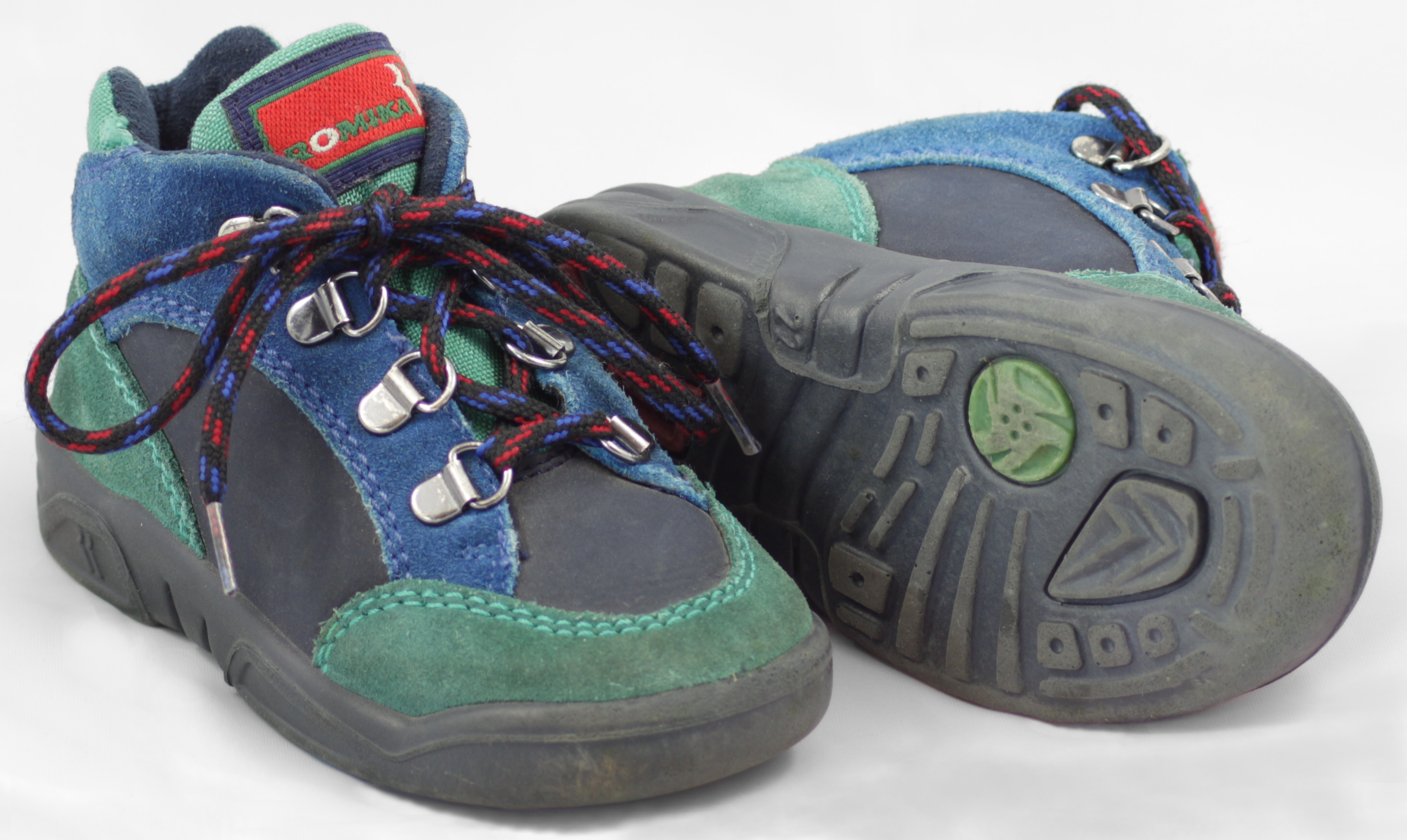
Romika Kinderschuhe

### 21. Jahrhundert
Unter der Leitung von René C. Jäggi schrieb das Unternehmen Ende der 1990er Jahre wieder schwarze Zahlen. 1999 übernahm es den US-amerikanischen Schuhhersteller Injection Footwear (IFCO). Im Jahr 2000 stellte Romika weltweit knapp zehn Millionen Paar Schuhe her. Es hatte in Deutschland 200 und weltweit, einschließlich der chinesischen Zulieferer, etwa 2800 Mitarbeiter.
Nachdem die Romika GmbH aufgrund von Managementfehlern 2004 Insolvenz anmelden musste, erfolgte Anfang 2005 eine Übernahme durch die Hauensteiner Josef Seibel Schuhfabrik GmbH, die von den noch verbliebenen 150 Mitarbeitern in Trier allerdings nur noch 80 übernahm.
Am 12. Juli 2007 bezog Romika einen neuen Standort im Konversionsgebiet Trier-Nord. Neben Lager- und Verwaltungsgebäuden entstand (finanziert durch die Stadt Trier) auf dem Gelände des ehemaligen französischen Proviantamts unter anderem eine gläserne Schuhfabrik sowie ein Gastronomie-Betrieb mit Biergarten. Die Mitarbeiterzahl war mittlerweile wieder auf 105 gestiegen. Das Management verstand es jedoch nicht, die besondere Philosophie der Marke erfolgreich und langfristig weiterzuführen.
Mit Wirkung vom 1. Januar 2020 verkaufte die Josef Seibel GmbH die Markenrechte von Romika für alle europäischen Länder an die Deichmann SE. Außerhalb Europas ist die Marke Romika weiter Bestandteil des Angebots der Josef Seibel Gruppe. Der Standort in Trier wurde aufgegeben.